# .st
.st es el dominio de nivel superior geográfico (ccTLD) para Santo Tomé y Príncipe. El código se comercializa en todo el mundo como una abreviatura de diversas entidades.

## Dominios de segundo nivel
El registro de dominios se realiza directamente en el segundo nivel, pero algunos nombres han sido reservados para usos específicos y permiten registros en el tercer nivel (aunque actualmente no todos están en uso):
- nic.st: Registrador oficial de dominios .st
- gov.st: gobierno de Santo Tomé y Príncipe
- saotome.st: isla se Santo Tomé
- principe.st: isla de Príncipe
- consulado.st: condulados de Santo Tomé y Príncipe
- embaixada.st: embajadas de Santo Tomé y Príncipe
- org.st, edu.st, net.st, com.st, store.st, mil.st, co.st